# 克拉克山
克拉克山（Clark Hill）是火星古謝夫環形山哥伦比亚山丘群的一座山，它的名字是紀念在哥倫比亞號太空船中失事身亡的美國女性太空人劳雷尔·克拉克的名字命名。該山峰在哥倫比亞山脈的七個主要山峰中位在中間位置，在喬娜山和赫斯本德山之間。